# Diathrausta reconditalis
Diathrausta reconditalis là một loài bướm đêm trong họ Crambidae.